# Anílio
Anílio (Anilio) är en ort i Grekland.   Den ligger i prefekturen Nomós Ioannínon och regionen Epirus, i den centrala delen av landet, 290 km nordväst om huvudstaden Aten. Anílio ligger 1 163 meter över havet och antalet invånare är 587.
Terrängen runt Anílio är kuperad norrut, men söderut är den bergig. Runt Anílio är det mycket glesbefolkat, med 5 invånare per kvadratkilometer. Närmaste större samhälle är Metsovo, 1,2 km nordväst om Anílio. I omgivningarna runt Anílio växer i huvudsak blandskog.